# Стремітельний (есмінець, 1937)
«Стремітельний» (рос. «Стремительный») — військовий корабель, ескадрений міноносець типу 7 військово-морського флоту СРСР за часів радянсько-фінської та Другої світової війн.
Есмінець «Стремітельний» 22 серпня 1936 року закладений на верфі ССЗ № 189 у Ленінграді, 4 лютого 1937 року спущений на воду, а 18 листопада 1938 року введений до складу радянського Балтійського флоту. 4 травня 1940 року Біломорсько-Балтійським каналом вирушив у перехід з Ленінграду до Полярного, де 26 червня 1940 року увійшов до складу сил Північного флоту.

## Історія служби
Під час Зимової війни корабель здійснював патрулювання та супроводжував конвої в Балтійському морі. 1 грудня 1939 року разом з легким крейсером «Кіров» та однотипним есмінцем «Смєтливий» бомбардував позицій берегової артилерії на фінському острові Руссаро.
Влітку 1940 року «Стремітельний» разом підводними човнами К-1 і К-2 і декількома іншими кораблями пройшов Біломорсько-Балтійським каналом до Баренцового моря, де 26 червня 1940 увійшов до складу Північного флоту з базуванням у Полярному.
22 червня 1941 року, на початок операції «Барбаросса», німецького вторгнення в Радянський Союз, корабель базувався в Полярному. 14 липня разом з однотипними есмінцями «Громким» і «Грем'ящим» «Стремітельний» прикривав висадку військ на західній стороні гирла р. Західна Ліца під час операції «Платинфукс» — спроби німців захопити Мурманськ. Через шість днів він був атакований пікіруючими бомбардувальниками Ju 87 «Штука» під час перебування в Полярному і зазнав ураження чотирма бомбами в центр корабля. Вони вибухнули в котельні та машинному відділенні, убивши всіх членів екіпажу в цих відсіках і розламавши корабель навпіл. Кормова частина затонула за кілька хвилин, а носова частина затонула за 20 хвилин. Загалом загинуло 111 людей, у тому числі кілька артистів, які виступали на борту, коли літак атакував. Уламки загиблого есмінця були частково підняті у квітні 1942 року, а корму використовували для ремонту есмінця «Розумний».